# 6645 Arcetri
6645 Arcetri este un asteroid din centura principală de asteroizi.

## Descriere
6645 Arcetri este un asteroid din centura principală de asteroizi. A fost descoperit pe 11 ianuarie 1991 la Observatorul Palomar de Eleanor Francis Helin. Asteroidul prezintă o orbită caracterizată de o semiaxă mare de 3,13 ua, o excentricitate de 0,20 și o înclinație de 0,8° în raport cu ecliptica.